# Ali Mohammadou
Ali Mohammadou est un athlète camerounais vainqueur de l'édition du 27 février 2021, sur le parcours de 42 km, de la course de l'espoir sur le mont Cameroun.

## Biographie

### Carrière
| Vidéo externe | |
|               | https://www.youtube.com/watch?v=NhjThhz4a1o CRTV - Arrival first man - 26th Mount Cameroon race of hope - Saturday 27th February 2021 \| 27 févr. 2021 |

#### Palmarès
Lors de l'édition 2019, il arrive second,.
Le 27 février, il remporte à 24 ans l'édition 2021 de la course de l'ascension du mont Cameroun ; encore appelée course de l'espoir. 